# Заикин, Митрофан Моисеевич
Митрофа́н Моисе́евич Заи́кин (19 ноября 1901 — 6 февраля 1979) — советский военачальник, Герой Советского Союза (6.04.1945), гвардии генерал-майор (13.09.1944).

## Молодость и Гражданская война
Родился 19 ноября 1901 года в селе Борки, ныне Тербунского района Липецкой области, в крестьянской семье. Получил начальное образование в Борковкой школе. В 1910 году семья перебралась в Донбасс, там Митрофан окончил церковно-приходскую школу. С 1914 года работал забойщиком, коногоном и саночником на шахте № 7 Алчевского и Ольговерховского рудников в Донбассе.
16 марта 1918 года вступил в Лозово-Павловский красногвардейский отряд. Отряд вёл партизанские действия против австро-германских интервентов в районе Дебальцево — Миллерово. В бою 26 сентября 1918 года был контужен, эвакуирован в госпиталь на занятую красными территорию, после ухода интервентов в декабре 1918 года вернулся в родное село.
В июле 1919 года вступил в Красную Армию, зачислен в Елецкий стрелковый полк. Участвовал в сражениях гражданской войны на Южном фронте, в том числе участвовал в боях против казачьей конницы во время рейда Мамантова по красным тылам в августе-сентябре 1919 года. Тогда же переведён конным разведчиком в 1-й Заамурский кавалерийский полк, вскоре ставший 36-м кавалерийским полком 6-й кавалерийской дивизии Первой Конной армии. В этом полку воевал командиром отделения, помощником командира взвода, командиром взвода, помощником командира эскадрона. Участвовал в боях против армий генералов А. И. Деникина и П. Н. Врангеля, в Советско-польской войне, в Перекопско-Чонгарской операции. В 1921 году воевал против отрядов Н. Махно на Украине и Кубанской повстанческой армии генерала М. А. Пржевальского на Кубани. Уже значительно позднее, в 1928 году, за подвиги на фронтах Гражданской войны М. М. Заикин был награждён именным оружием.

## Межвоенный период
После окончания Гражданской войны в августе 1921 года направлен на учёбу. В 1923 году окончил 12-е Владикавказские командные курсы, после их окончания продолжил службу в 36-м кавалерийском полку (тогда входил в состав Западного фронта) командиром сабельного и пулемётного эскадронов. В 1925 году экстерном сдал экзамен за курс Объединённой Белорусской военной школы в Минске, а в следующем 1926-м году окончил Стрелково-тактические курсы усовершенствования комсостава РККА им. Коминтерна «Выстрел». Продолжал службу в полку, который в 1927 году передан во 2-й кавалерийский корпус Украинского военного округа и переведён в Умань. С июля 1929 года служил командиром пулемётного эскадрона в 51-м кавалерийском полку 9-й Крымской кавалерийской дивизии Украинского ВО. В 1931-м году вторично окончил Стрелково-тактические курсы усовершенствования комсостава РККА им. Коминтерна «Выстрел». С марта 1932 — преподаватель на пулемётных сборах при 6-м стрелковом корпусе, с июня 1932 года вновь служил в 51-м кавалерийском полку: помощник начальника штаба полка, врид начальника штаба полка. В конце 1933 года убыл на учёбу в академию.
Окончил в 1936 году Военную академию РККА имени М. В. Фрунзе. В октябре 1936 получил назначение на должность начальника пограничного разведывательного пункта разведотдела Закавказского военного округа в Ленинакане, с ноября 1939 — начальник разведывательного отдела 51-го стрелкового корпуса, с которым участвовал в Советско-финской войне.
В феврале 1941 года подполковник Заикин назначен начальником разведывательного отдела штаба 16-й армии Забайкальского военного округа. Перед войной в июне армия начала переброску на Запад.

## Великая Отечественная война
14 июля 1941 года 16-я армия вошла в состав Западного фронта. Заикин участвовал в Смоленском сражении в прежней должности, 9 августа назначен начальником штаба 49-й стрелковой дивизии 16-й армии, 31 августа — начальником штаба 73-й стрелковой дивизии 20-й армии. После ранения командира дивизии генерал-майора А. И. Акимова исполнял обязанности командира дивизии. В конце октября назначен начальником штаба 19-й стрелковой дивизии, которая формировалась в Орловском военном округе, а с 9 ноября вступила в Московскую битву в составе 43-й армии Западного фронта. В ноябре 1941 года Заикину было присвоено звание полковника. С 15 декабря по 9 января временно командовал дивизией, которая участвовала уже в контрнаступлении советских войск под Москвой.
В январе 1942 года был назначен на должность начальника штаба 1-го гвардейского кавалерийского корпуса. В этом качестве он участвовал в прорыве обороны противника в районе города Мосальска и ударе в направлении Вязьмы, во время Ржевско-Вяземской наступательной операции 1942 года. С февраля 1942 года был начальником штаба группы войск генерала П. А. Белова, несколько месяцев действовавшей в немецком тылу. При прорыве из окружения 22 июня 1942 года полковник Заикин был сильно контужен и получил тяжёлое ранение. Несколько месяцев лечился в госпитале.
24 февраля 1943 года был назначен начальником штаба 24-го стрелкового корпуса, который формировался в Московский военный округ. В апреле корпус был передан в состав 13-й армии Центрального фронта и участвовал в оборонительном сражении Курской битвы на северном фасе Курской дуги. В ходе Орловской наступательной операции 22 июля 1943 года корпус освободил станцию Глазуновка, 6 августа — город Кромы Орловской области. За руководство этими операциями Заикин был награждён орденом Красного Знамени.
С 10 сентября 1943 года полковник М. М. Заикин — командир 143-й стрелковой дивизии 3-й армии. Дивизия под командованием Заикина воевала до конца войны на Центральном, с октября 1943 — на Воронежском, с октября 1943 — на 1-м Украинском, с марта 1944 — 2-м Белорусском, с июля 1944 по май 1945 — на 1-м Белорусском фронтах. Участвовала в Черниговско-Припятской операции (6 сентября 1943 года освободила город Конотоп), в Битве за Днепр и в Киевской наступательной операции (17 ноября освободила город Коростень). В ходе Киевской оборонительной операции 19—24 декабря 1943 года в районе посёлка Чоповичи Житомирской области дивизия остановила наступление танковой дивизии вермахта на Киев. Затем дивизия участвовала в Житомирско-Бердичевской операции, в ходе которой 29 декабря 1943 года дивизия второй раз участвовала в освобождении города Коростень, а 11 января 1944 года умелым обходным манёвром и ударом с тыла освободила город Сарны, и в Ровно-Луцкой наступательной операции. Тогда за умелое руководство дивизией полковник Заикин получил второй орден Красного Знамени.
Весной 1944 года 143-я стрелковая дивизия вошла в состав 47-й армии 1-го Белорусского фронта, в которой воевала до конца войны. В апреле участвовала в Полесской наступательной операции. Во время Белорусской стратегической наступательной операции с 18 июля по 2 августа 1944 года дивизия участвовала в Люблин-Брестской операции, в ходе которой форсировала реку Западный Буг, 22 июля 1944 года освободила город Влодава, 26 июля 1944 года — город Бяла-Подляска, 1 августа 1944 года — город Седльце, Воломин и вышла к Варшаве. За умелое руководство войсками Заикин был награждён орденом Суворова 2-й степени.
13 сентября 1944 года Заикину было присвоено воинское звание генерал-майор.
Командир 143-й стрелковой дивизии 47-й армии 1-го Белорусского фронта генерал-майор Заикин проявил мужество и воинское мастерство в ходе Висло-Одерской операции. С 12 января 1945 года дивизия участвовала в наступлении. 17 января 1945 года дивизия участвовала в освобождении Варшавы. Во время наступления всё время находился в боевых порядках штурмовых батальонов, осуществляя непосредственное руководство действиями ударных подразделений. За 5 дней боёв дивизия нанесла крупный урон противнику в живой силе, заняла 20 населённых пунктов, захватила 70 орудий, 30 миномётов, 120 пулемётов, более 100 автомашин. 19 января 1945 года дивизия Заикина форсировала реку Бзура, 23 января 1945 года освободила город Гнезно. К 8 февраля 1945 года дивизия вышла к городу Пыжице, где сдерживала контрудар танковых дивизий вермахта из Восточной Померании, направленный в правый фланг 1-го Белорусского фронта.
Указом президиума Верховного Совета СССР от 6 апреля 1945 года «за образцовое выполнение боевых заданий командования на фронте борьбы с немецкими захватчиками и проявленные при этом отвагу и геройство» генерал-майору Заикину Митрофану Моисеевичу присвоено звание Героя Советского Союза с вручением ордена Ленина и медали «Золотая Звезда» (№ 5714).
На завершающем этапе войны руководил дивизией в Восточно-Померанской и в Берлинской наступательных операциях. В рамках последней из этих операций дивизия Заикина, прорвав оборону противника, с боями обошла Берлин с севера, 24 апреля 1945 года заняла город Кецин и 26 апреля западнее Берлина соединилась с войсками 1-го Украинского фронта, тем самым завершив окружение Берлинского гарнизона. До 2 мая 1945 года Заикин командовал действиями своих подразделений в уличных боях на западе Берлина.
За отличие в Берлинской операции Заикин был награждён четвёртым орденом Красного Знамени.

## Послевоенный период
После капитуляции Германии генерал-майор Заикин М. М. по-прежнему командовал 143-й стрелковой дивизией, а с 1 по 20 июля 1945 года исполнял должность заместителя командира 9-го гвардейского стрелкового корпуса. Осенью 1945 года руководил передислокацией дивизии в Киевский военный округ. С июля 1946 — командир 2-й отдельной гвардейской стрелковой бригады в Группе советских оккупационных войск в Германии, с мая 1950 — командир 17-й отдельной гвардейской стрелковой бригады там же. С октября 1953 года Заикин М. М. командовал 64-й гвардейской механизированной дивизией Харьковского военного округа. В сентябре 1954 года генерал-майор Заикин М. М. уволен в запас.
Жил в Харькове. Умер 6 февраля 1979 года. Похоронен на 2-м городском кладбище Харькова.

## Награды
- Медаль «Золотая Звезда» Героя Советского Союза № 5714 (6 апреля 1945 года);
- Два ордена Ленина (21.02.1945, 6.04.1945);
- Пять орденов Красного Знамени (3.10.1943, 14.01.1944, 3.11.1944, 28.05.1945, 24.06.1948);
- Орден Суворова 2-й степени (25.08.1944);
- Медаль «За оборону Москвы»;
- Медаль «За победу над Германией в Великой Отечественной войне 1941-1945 гг.»;
- Медаль «За взятие Берлина»;
- Медаль «За освобождение Варшавы»;
- Другие медали СССР;
- Именное оружие — пистолет «Браунинг» (23.02.1928);

награды Польши
- Крест Храбрых;
- Медаль «За Варшаву 1939—1945»;
- Медаль «За Одру, Нису и Балтику».

## Память
- Бюст генерала М. М. Заикина установлен на Мемориале погибшим воинам в селе Тербуны.
- В Харькове демонтирована мемориальная доска на доме, в котором он жил.